# Loukas Giōrkas
Loukas Giōrkas (in lingua greca: Λούκας Γιώρκας; Aradippou, 18 ottobre 1976) è un cantante cipriota.
Ha rappresentato la Grecia all'Eurovision Song Contest 2011 con il brano Watch My Dance, in collaborazione con Stereo Mike.

## Biografia
Loukas Giōrkas è salito alla ribalta nel 2008 con la sua partecipazione e vittoria all'edizione inaugurale della versione greco-cipriota del talent show The X Factor. Prima di intraprendere la sua carriera musicale studiava Biologia all'Università di Patrasso.
Il 2 marzo 2011 ha partecipato alla selezione del rappresentante greco per l'Eurovision, proponendo il brano Watch My Dance in collaborazione con il rapper Stereo Mike. Sono arrivati secondi nel voto della giuria e primi nel televoto, ottenendo abbastanza punti da risultare i vincitori finali. All'Eurovision Song Contest 2011, che si è tenuto a Düsseldorf, si sono qualificati dalla prima semifinale e nella finale del 14 maggio si sono piazzati al 7º posto su 25 partecipanti con 120 punti totalizzati. Cipro è stata l'unica nazione ad assegnare loro il massimo di 12 punti.

## Discografia

### EP
- 2009 – Mazi

### Singoli
- 2009 – Den fantazesai
- 2009 – Mazi
- 2010 – Tha pesō, tha sīkōthō
- 2011 – Watch My Dance (feat. Stereo Mike)
- 2011 – Gia prōtī fora
- 2012 – Ematha
- 2012 – Eklapsa
- 2014 – Mia akoma voutia
- 2015 – Stīn ousia
- 2017 – Den paō sti douleia
- 2017 – Stoichīma
- 2018 – Ypokrinesai
- 2019 – Ela īlie mou (feat. Kōstas Tournas)